# Чемпіонат УСРР з футболу 1922
Чемпіонат УСРР з футболу 1922 — другий чемпіонат УСРР з футболу. Турнір відбувся у Харкові у рамках 1-ї Всеукраїнської Олімпіади, що тривала з 12 по 20 серпня. Перший футбольний матч було зіграно 13 серпня.
Спорт. 1-я Всеукраинская Олимпиада в Харькове. ...По футболу на первом месте оказался Харьков, на втором Одесса и на третьем Киев.

## Передумови
Олімпіада 1922 року мала порядковий номер "перша", хоча у вересні 1921 року так само у Харкові вже відбувалася "перша" олімпіада. Пояснюється це бажанням організаторів підкреслити, що дана Олімпіада є "першою пролетарською" на відміну від минулорічної, коли "пролетарського спорту" в республіці ще не існувало:
В первых числах июня 1922 года при расформировании школы Политруков во главе организации пролетарского спорта на Харьковщине стал тов. Привис Семён. В то время в Харькове ещё не было пролетарских спорт-организаций, а существовали национально-буржуазные спорт-общества, находившиеся под крылышком Всевобуча. ...В августе 1923 г. исполнится годовщина существования пролетарского спорта на Харьковщине.
Отже, в умовах знову "першої", але на цей раз "пролетарської" Олімпіади і пройшов другий розіграш футбольного чемпіонського титулу в Україні.

## Чвертьфінали
Перша чвертьфінальна зустріч відбулася в другий день Олімпіади:
Перша Всеукраїнська Олімпіяда. (2 день. Урочисте відкриття). О годині другій на пляцу «Стадіон» загриміли фанфари військового оркестру... Після сокільської наради юнацтва почалися звитяги спортсменів. Досі з'їхалися спортові організації таких українських міст: Київа, Одеси, Миколаїва, Полтави, є представники Запоріжжа, Волині, Херсонщини. Чекають гостей з Криму і Петербургу (Москва зреклася взяти участь). На порядку денному 4 забіга, штовхання ядра, півфінальний біг на 100 метрів і футбольний матч. (Вчора був гандбольний). ...Другий день Олімпіяди закінчився футбольним матчем двох збірних команд (Харків — червоної, провінція — сині).
Варто наголосити, що Крим не мав статусу офіційного учасника змагань (був запрошений у якості гостя разом з Москвою та Петербургом), а тому не мав грати чвертьфінальний матч з Одесою.
| Дата           | Команда 1 | Рахунок   | Команда 2    |
| -------------- | --------- | --------- | ------------ |
| 13 серпня 1922 | Харків    | 2:0 (?:0) | Катеринослав |
| 14 серпня 1922 | Київ      | 3:0 (?:0) | Полтава      |
| 15 серпня 1922 | Донбас    | 1:2 (?:?) | Миколаїв     |

Справді, — яке прекрасне видовище — організовані вправи людських колективів. Сидиш на трибуні, дивишся на зелене поле стадіону "Саде", стежив за боротьбою "Донбаса" і "Миколаєва" і захоплюєшся цим театральним видовищем рухливого людського голого тіла в усій його конструктивній викінчености, організованій доцільности. Біля мене сидить хлопчик років 14 і з захопленням кричить: "браво Шпаковський. Молодці "харківщане". Сила дітей з захопленням стежить за рухом команд і кожний вправний маневр вітає оплесками.

## Півфінали
| Дата           | Команда 1 | Рахунок                  | Команда 2 |
| -------------- | --------- | ------------------------ | --------- |
| 16 серпня 1922 | Одеса     | 5:2 (1:1, 1:1, 3:0 д.ч.) | Київ      |
| 17 серпня 1922 | Харків    | 4:0 (?:0)                | Миколаїв  |

## Фінал
Фінальний матч завершився з рахунком 1:0, але був опротестований. У переграванні харківська команда знов перемогла 2:1.
| Дата           | Команда 1 | Рахунок                | Команда 2 |
| -------------- | --------- | ---------------------- | --------- |
| 19 серпня 1922 | Харків    | 1:0 (?:0) (анульовано) | Одеса     |
| 20 серпня 1922 | Харків    | 2:1 (0:1)              | Одеса     |

Чемпіоном вдруге стала команда Харкова.
Фінальний матч що відбувся 19 серпня між Харковом і Одесою не було визнано колегією суддів після оскарження Одесою, яка заявила, що забитий Харковом гол було дано з outside, і через це 20 серпня матч переграли. Харківська команда виступила в слабішому складі — не було кращого на Вкраїні бека [Р]оман[т]овського. Одеса з самого початку починає виявляти неприпустиму грубість, в наслідку чого майже всіх харків'ян було підбито. В першому хавтаймі одещани невпинно бомбардували ворота Харкова, але забити їм пощастило тільки 1 гол і перший хавтайм було закінчено 1:0 на користь Одеси. Після перерви харків'яни підтяглися і не зважаючи на грубість гри одещан, невпинно обстрілюють гол одещан і тільки чудова гра одеського захисту і звичка харків'ян "мазать" перед самими воротами врятували Одесу від багатьох голів; однак харків'яни врешті забили 2 м'яча у ворота Одеси, не пропустивши жодного в свої. Таким чином і цей матч було закінчено на користь Харкова 2:1 і Харків вдруге йзяв первенство України що до футболу. З окремих харків'ян слід відзначити голькіпера Романенка, Хаубека Привалова і всю лінію форвардів; з одещан - увесь захист і форварда Злочевського.
Склад Збірної Харкова: воротар — Степан Романенко (О.Л.С.); захисники — Іван Колотухін («Штурм»), Михайло Романтовський («Янус»); півзахисники — Іван Привалов («Штурм»), Іван Варженінов (О.Л.С.), Микола Капустін («Штурм»); нападники — Микола Казаков, Микола Кротов (обидва - «Штурм»), Олександр Шпаковський (О.Л.С.), Іван Натаров («Штурм»), Бандурін (О.Л.С.).

## Підсумкова таблиця
| М | Команда      | І | В | Н | П | РМ  | О |
| - | ------------ | - | - | - | - | --- | - |
|   | Харків       | 3 | 3 | 0 | 0 | 8−1 | 6 |
|   | Одеса        | 2 | 1 | 0 | 1 | 6−4 | 2 |
|   | Київ         | 2 | 1 | 0 | 1 | 5−5 | 2 |
|   | Миколаїв     | 2 | 1 | 0 | 1 | 2−5 | 2 |
| 5 | Донбас       | 1 | 0 | 0 | 1 | 1−2 | 0 |
| 5 | Катеринослав | 1 | 0 | 0 | 1 | 0−2 | 0 |
| 5 | Полтава      | 1 | 0 | 0 | 1 | 0−3 | 0 |